# Зарская пещера
Зарская пещера (азерб. Zar mağarası) — пещера, место обитания человека каменного века (верхнего палеолита). Расположено в западной части села Зар Кельбаджарского района Азербайджана.
Стоянка первобытных людей в пещере была обнаружена в ходе археологической экспедиции в Кельбаджарский район в 1981—1987 годах. В ходе раскопок были обнаружены многочисленные находки представляющие собой в основном ножи, наконечники и гребни. На обнаруженных дощечках обнаружены следы вмятин, что говорит о том, что их использовали для меления пшеницы. Эти дощечки напоминают аналогичные, обнаруженные в Тагларе. Считается, что люди, жившие в этих местах, относились к одной группе. Многие изделия, сделанные в Тагларе, использовались и в Заре.